# Pavel Dovgal
Pavel Nikolayevich Dovgal (Minsk, 22 de dezembro de 1975) é um ex-pentatleta Bielorrusso. 

## Carreira
Pavel Dovgal representou seu país nos Jogos Olímpicos de 2000, 1996 e 2000, na qual conquistou a medalha de bronze, no individual em 2000. 